# Kim Jong-chul
Kim Jong-chul (김정철?, 金正哲?, Kim Chŏngch'ŏlMR; Pyongyang, 25 settembre 1981) è un ex politico nordcoreano, secondo figlio del defunto leader della Corea del Nord Kim Jong-il. La madre, Ko Yong-hui, era una coreana nata a Osaka, che successivamente tornò in Corea del Nord. Ko Yong-hui diede luce anche a Kim Jong-un e a Kim Yo-jong. Il fratellastro maggiore di Kim Jong-chul, nato da Song Hye-rim, è Kim Jong-nam.

## Biografia

### Istruzione
A dieci anni Kim Jong-chul venne mandato a studiare alla scuola internazionale di Berna, in Svizzera. Poiché la posizione di Kim Jong-nam era stata compromessa dal suo arresto in Giappone, si pensava che Kim Jong-chul sarebbe diventato il legittimo successore di Kim Jong-il.

### Viaggi all'estero
Oltre ad aver studiato in Svizzera, secondo un articolo pubblicato il 22 dicembre 2011 sul quotidiano giapponese Yomiuri Shinbun, intorno all'anno 1991 Kim Jong-chul e il fratello Kim Jong-un, con passaporti brasiliani, avrebbero soggiornato in Giappone per una settimana e avrebbero visitato Tokyo Disneyland.

#### Concerti di Eric Clapton
Nel giugno del 2006 i media giapponesi e sudcoreani diffusero la notizia di un uomo, probabilmente Kim Jong-chul, che stava visitando la Germania insieme a una donna. Alto 170 cm, indossava una T-shirt marrone e dei jeans; la donna era probabilmente sua moglie o una fidanzata. I due si trovavano in Germania per assistere a un concerto di Eric Clapton. Quando un giornalista si avvicinò a lui per chiedergli da dove venisse, egli rispose in inglese: "C'è qualcosa che non va?".
Il 14 febbraio 2011 Kim Jong-chul venne avvistato a Singapore, anche questa volta in occasione di un concerto di Eric Clapton.